# Combate de los Treinta
El combate de los Treinta fue una acción militar acaecida el 27 de marzo de 1351 entre treinta caballeros de Juan de Monfort, que tenían el apoyo de Inglaterra, y otros tantos de Carlos de Blois, que tenían el apoyo de Francia. El combate de los Treinta pertenece al conflicto conocido como guerra de Sucesión bretona, parte secundaria de la guerra de los Cien Años.

## La guerra de Sucesión de Bretaña
Este conflicto se inició en 1341 al morir el duque Juan III de Bretaña sin herederos. Su medio hermano, Juan de Monfort, reclamó el ducado con el apoyo del rey Eduardo III de Inglaterra. 
Sin embargo, Carlos de Blois, que estaba casado con una sobrina del duque (Juana de Penthièvre), se opuso a Juan con el apoyo de Felipe VI de Francia. Las dos posiciones eran irreconciliables (porque a ambos les asistía algo de razón y las normas sucesorias no estaban claras), y como consecuencia de ello se desató la guerra en un territorio que ya estaba siendo devastado por la guerra de los Cien Años.
La Guerra de Sucesión pasó por varios espasmos de violencia separados por treguas insostenibles, hasta desembocar en la sangrienta batalla de Auray (1364), que resolvió el conflicto a favor de Monfort y terminó con la derrota y asesinato de Blois a pesar del apoyo de su competente general, Bertrand Du Guesclin.

## Duelo en lugar de batalla
El 27 de marzo de 1351, enfrentadas dos guarniciones de soldados bretones que defendían causas opuestas, se dio una situación singular que desembocaría en el resonante combate de los Treinta.
Un grupo de soldados proingleses defendían la ciudad de Ploërmel, bajo el comando de Robert Bemborough. A pocos kilómetros se encontraba el poblado de Josselin, custodiado por una cohorte profrancesa mandada por Robert de Beaumanoir. El conflicto era inevitable: como ambas observaban paridad de hombres y armas, un conflicto abierto hubiera significado un enorme número de bajas y un resultado dudoso.
Fue por ello que Beaumanoir desafió a Bemborough a un combate mano a mano, uno contra otro. El inglés aceptó, pero los soldados de ambos bandos protestaron porque querían ver correr la sangre de sus enemigos. No querían permanecer como meros espectadores mientras sus dos jefes se mataban entre sí.
En consecuencia, ambos capitanes conferenciaron y decidieron zanjar la cuestión del dominio militar del territorio mediante un duelo o desafío: cada bando eligió a sus 29 soldados más valientes y capacitados, los que, sumados a los dos oficiales, tomarían parte de un combate que evitaría mayores pérdidas. Así, 60 hombres se enfrentarían en Chêne de Mi-Voie, justo a mitad de camino entre Josselin y Ploërmel.

## Armas utilizadas

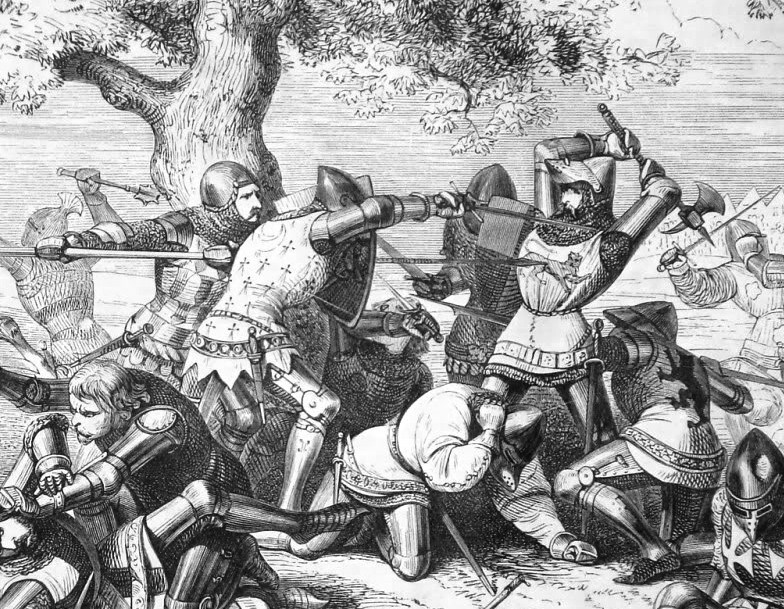
La muerte de Bemborough.

Se dejó sentado que las armas que se utilizarían serían espadas, hachas, lanzas y misericordias (las crueles dagas de remate que se usaban introduciendo sus hojas por las mirillas de los visores de los cascos para producir una muerte rápida y «misericordiosa»). Esto dejaba fuera a los arcos, ballestas, armas de fuego de puño y artillería, evitando las muertes a distancia y garantizando un combate caballeroso y honorable.
La lucha comenzó furiosamente. Luego de varios minutos de combate, se llamó a un descanso. A estas alturas, dos ingleses y cuatro bretones habían muerto. El comandante bretón solicitó un poco de agua, a lo que Geoffroy du Bois le respondió: «Bébete la sangre que te corre, Beaumanoir, y tu sed pasará». 
La lucha continuó por otro período, hasta que murieron Bemborough y ocho de sus hombres. En este punto, los ingleses supervivientes se rindieron y fueron tomados prisioneros para exigir rescate por sus vidas. Todos los supervivientes resultaron heridos, y los franceses reclamaron el honor de la victoria.

## Consecuencias
El combate de los Treinta no tuvo en realidad ninguna consecuencia importante para la guerra de Sucesión de Bretaña ni para su conflicto madre, la guerra de los Cien Años, como no se considere tal el dominio sobre un pequeño espacio de terreno que, además, duró escasas semanas.
Sin embargo, su singular naturaleza hizo que, a los ojos de sus contemporáneos, fuese considerado el mejor y más elevado ejemplo de los ideales caballerescos de la Edad Media.
Sobre esta pequeña batalla se escribieron poemas y canciones, se pintaron cuadros y, en fin, pasó del ámbito militar a entrar de lleno en el reino de la leyenda. A tal punto fue importante, que se conoce el nombre de todos y cada uno de los soldados que participaron en él, y el historiador Jean Frossiart escribe que, veinte años más tarde, apareció en la corte de Carlos V de Francia el último superviviente del combate de los Treinta, horriblemente desfigurado. El rey no vaciló en sentarlo a su mesa, lo hizo vivir en la corte en adelante y lo convirtió en el militar más honrado y reconocido de Francia.

## Lista de combatientes
| Bando anglobretón Comandante Robert Bemborough, capitán de la guarnición de Ploërmel Caballeros Robert Knolles Thomas Billefort Thomas Walton Hugh Calveley Hervé Laxaualan Richard Lalande Hombres de armas y jinetes John Plesington Richard Gaillard Hughes Gaillard Huceton Clemenbean Hennequin de Guenchamp Renequin Hérouart Hennequin Le Mareschal Raoulet d'Aspremont Gaultier l'Alemant Bobinet Melipart Jean Troussel Robin Adès Perrot Gannelon Guillemin-le-Gaillard Jennequin Taillard Rango-le-Couart Raoul Prévot Dardaine Repefort Croquart el Alemán Isannay Dagworth (sobrino de Thomas Dagworth) Helichon Helecoq |  | Bando bretón Comandante Jean de Beaumanoir, señor de Beaumanoir, condestable de Bretaña y gobernador de Josselin Caballeros Olivier Arrel Caron de Bosdegas Geoffroy du Bois Yves Charruel Guy de Rochefort Jean Rouxelot Robin Raguenel Huon de Saint-Hugeon Jean de Tinténiac Jinetes Geoffroy de Beaucorps Hughes Capus-le-Sage Olivier de Fontenay Louis de Goyon Alain de Keranrais Guillaume de la Lande Guillaume de la Marche Geoffroy de Mellon Guillaume de Montauban Olivier de Monteville Maurice du Parc Tristan de Pestivien Guyon de Pontblanc Geoffroy Poulard Simonet Pachard Geoffroy de la Roche (armado caballero por Beaumanoir, en medio de la lucha) Jean de Serent Alain de Tinténiac Maurice de Tréziguify Geslin de Trésiguidy |
| |  | |